# Elpénor (roman)
Pour les articles homonymes, voir Elpénor (homonymie).
Elpénor est un roman de Jean Giraudoux publié en 1919 aux éditions Émile-Paul Frères.

## Résumé
Ce roman de Giraudoux reprend le personnage d'Elpénor, compagnon d'Ulysse, dans un récit humoristique.

## Éditions
- Elpénor, éditions Émile-Paul frères, 1919, édition bibliophilique chez les mêmes en 1926 avec 14 pointes-sèches par Hermine David.